# Aegidienberg
Aegidienberg (mundartlich „Jillienberch“ oder „Jillienberg“) ist ein Stadtbezirk von Bad Honnef im Rhein-Sieg-Kreis in Nordrhein-Westfalen. Er liegt mit seinen 13 Ortschaften östlich des Siebengebirges am Rande des Niederwesterwalds und wird von der Bundesautobahn 3 durchquert. Bis 1969 war Aegidienberg eine eigenständige Gemeinde im damaligen Siegkreis. Die Einwohnerzahl lag im Juni 2020 bei 7057.

## Name
Der Gemeindename geht auf Sankt Aegidius (franz. Saint Gilles) zurück, den Namenspatron der örtlichen katholischen Pfarrkirche. Bis ins 16. Jahrhundert trug der Ort den Namen Hunferode oder Honferode (1347) bzw. Honfrod oder Honffrod (1555) bzw. Honeffrhadt (1562) oder Honnefer Rott, eine abweichende Schreibweise davon ist Honeferode.

## Geographie

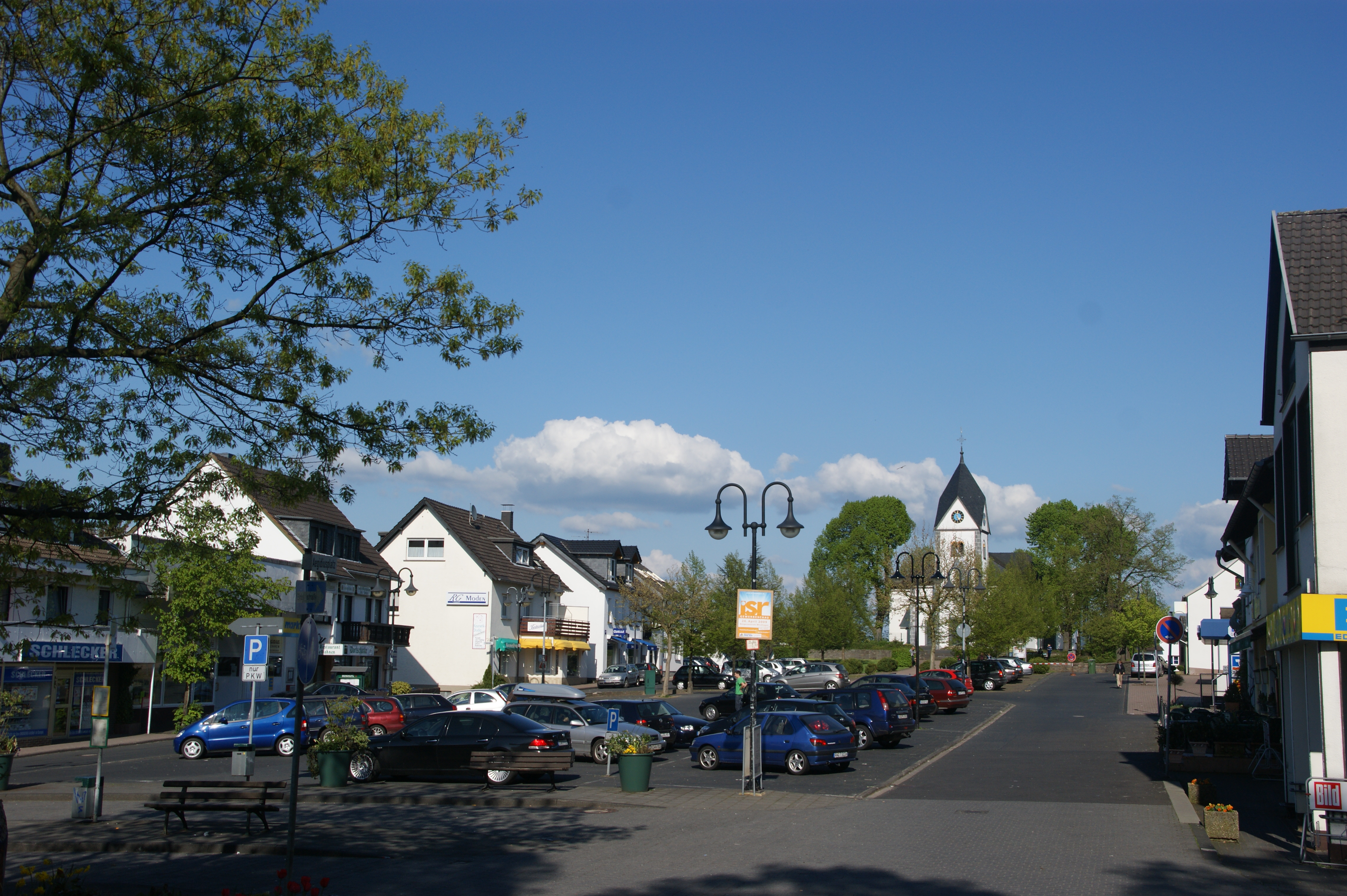
Aegidiusplatz, Marktplatz im Hauptort Aegidienberg

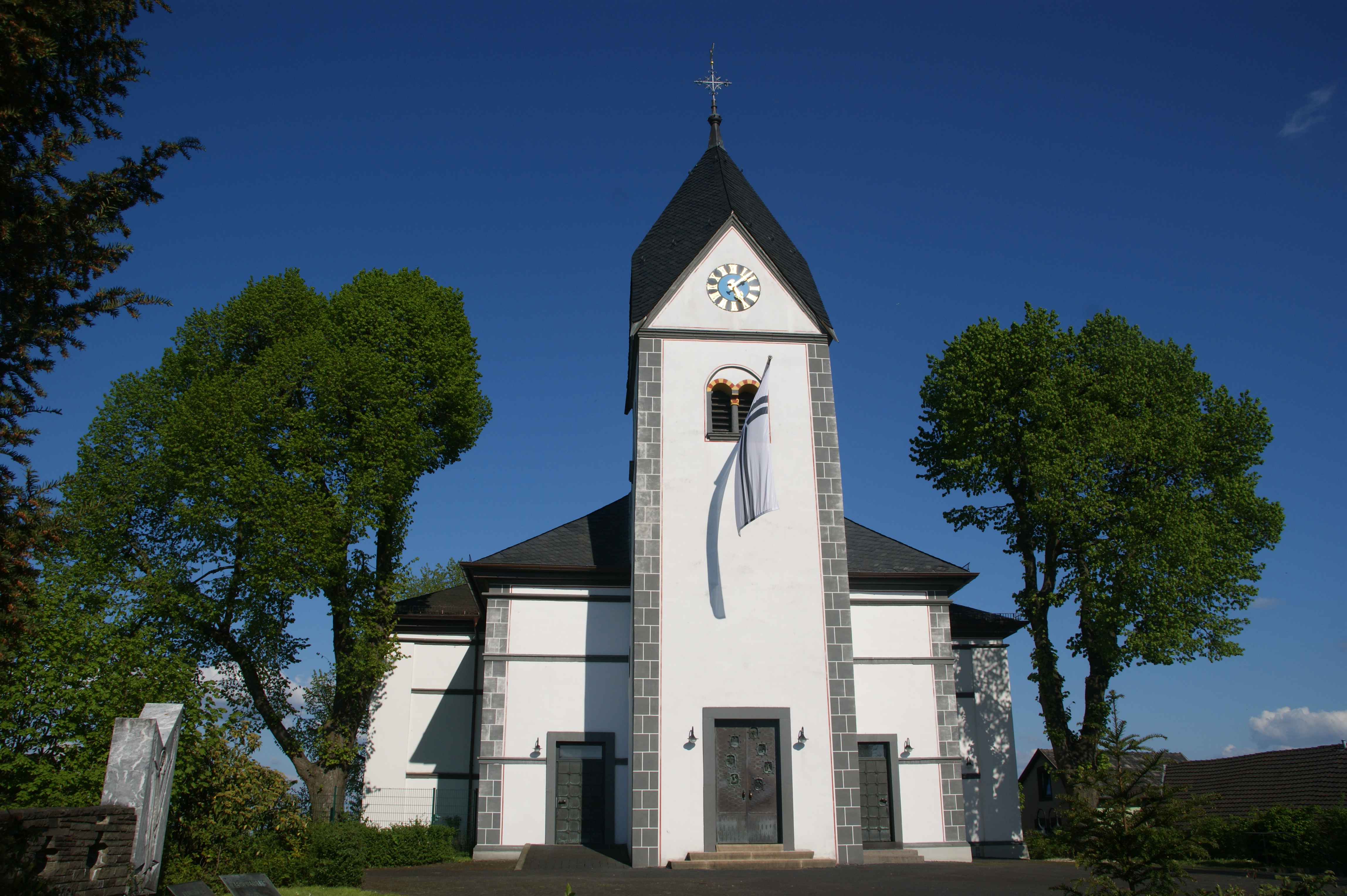
St. Aegidius, das Wahrzeichen Aegidienbergs

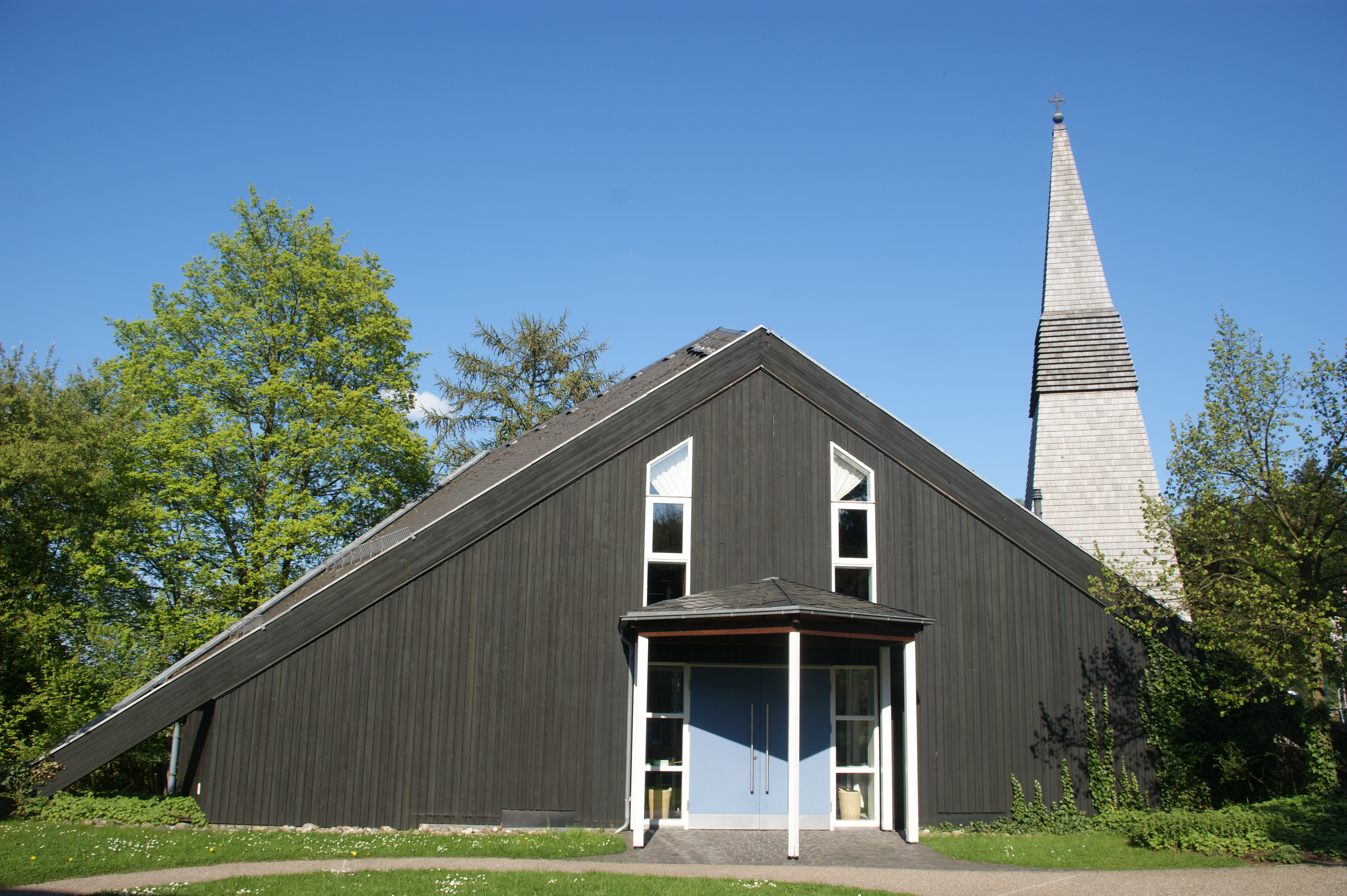
Evangelische Kirche

Das Gebiet des Stadtbezirks Aegidienberg umfasst die östlich des Honnefer Stadtwalds, also des Siebengebirges und des Rheinwesterwälder Vulkanrückens liegenden Bereiche des Stadtgebiets. Sie sind naturräumlich der Niederwesterwälder Hochmulde, genauer der Asbacher Hochfläche im Nordwesten des Niederwesterwalds zuzurechnen. Dort verteilen sich die Ortsteile auf verschiedene Anhöhen, die sämtlich im weiter gefassten Naturpark Siebengebirge liegen. Das Siebengebirge selbst und der sich südlich anschließende Vulkanrücken trennen Aegidienberg von dem rund fünf Kilometer entfernten, im Rheintal gelegenen Bad Honnef. Aegidienberg liegt durchschnittlich etwa 200 Meter höher als Bad Honnef. Die beiden Orte sind durch das sechs Kilometer lange Schmelztal verbunden, durch das sich die Landesstraße 144 windet.
Auf dem Gebiet des Stadtbezirks liegen zwei kleinere Seen, der Himberger See im Westen und der Dachsberger See im Osten. Beide sind aus den jeweiligen Basaltsteinbrüchen entstanden, die dort bis nach dem Zweiten Weltkrieg betrieben wurden. Der Logebach und der Quirrenbach sind zwei Quellbäche des Pleisbachs, die in der Gemarkung entspringen und durch sie verlaufen, der Kochenbach ist ein Zufluss des Quirrenbachs. Zu den Anhöhen auf Aegidienberger Gebiet gehören der Himberg (335,2 m), der Hupperichsberg (307,7 m), der Markhövel (auch Romert genannt; 304,6 m) und der Dachsberg (362,2 m) – letzterer die höchste Erhebung des Stadtbezirks. Das Hauptdorf Aegidienberg auf dem gleichnamigen Berg liegt auf 286 m. Auf der Gemarkung befinden sich zwei zusammenhängende Waldgebiete, der Aegidienberger Wald östlich und die Vogelsbitze westlich der Autobahn. Im äußersten Osten hat Aegidienberg Anteil am Segelfluggelände Eudenbach auf der Mußer Heide mit seinem Naturschutzgebiet.
Der Stadtbezirk Aegidienberg fasst 13 Ortschaften zusammen: Aegidienberg (Kirchdorf), Brüngsberg, Efferoth, Himberg, Höhe, Hövel, Neichen, Orscheid, Retscheid, Rottbitze, Siefenhoven, Wintersberg und Wülscheid. Teile des zur Ortsgemeinde Rheinbreitbach gehörenden Rottlandhofs liegen auf Aegidienberger und damit Bad Honnefer Gebiet. Der Stadtbezirk grenzt im Nordwesten an Ittenbach, im Norden und Nordosten an den Oberhau (beides Gemarkungen der Stadt Königswinter) und im Osten und Süden mit den Ortsgemeinden Windhagen und Rheinbreitbach direkt an Rheinland-Pfalz.

## Geschichte

### Herrschaft und Wirtschaft seit dem frühen Mittelalter
Eine Urkunde des Kölner Erzbischofes Wichfried aus dem Jahre 948 legte die Grenzen der Propstei Oberpleis fest und bezog die heutige Gemarkung von Aegidienberg mit ein. Die dort festgelegten Grenzen bestehen bis heute als Stadt- sowie im Süden und Osten als Kreis- und Landesgrenze. Über die Besiedlung gibt es für diese Zeit keine Angaben, es wird vermutet, dass hier vereinzelte Höfe und Köhlereien anzutreffen waren. Eine durch den ersten Ortsnamen Hunferode implizierte Besiedlung Aegidienbergs durch Honnefer Einwohner kann sich nur auf die am Ausgang des Schmelztals befindlichen Dörfer Himberg, Hövel und Siefenhoven beziehen. Die Ursprünge der Ortschaften im Rest und besonders im Osten des späteren Gemeindegebiets liegen auch angesichts der schweren landwirtschaftlichen Verwertbarkeit der lehmigen Böden eher in Siedlern, die entlang des Pleisbachs oder der im Bergbereich verlaufenden Straßen zogen.
Bis zu ihrem Aussterben, etwa im Jahre 970, übten die Grafen des Auelgaues die weltliche Macht über das Gebiet aus. Darauf herrschten die Pfalzgrafen bei Rhein. Mit dem Bau der Löwenburg in der zweiten Hälfte des 12. Jahrhunderts fiel die Gegend in deren Herrschaftsbereich und die wachsenden Ortschaften waren zwischen 1484 und 1808 Teil des Amtes Löwenburg, das zum Herzogtum Berg gehörte.
Am 6. Januar 1345 findet sich die erste urkundliche Erwähnung, die sich möglicherweise nur auf das später „an der Kirche“ genannte Dorf bezieht, mit der Bezeichnung Hunferode. Am 5. Januar 1349 folgte eine weitere Erwähnung als Hunferoyde. Der Name Aegidienberg löste diese Bezeichnungsgruppe vermutlich seit dem 16. Jahrhundert endgültig ab. Als einer der Vierzehn Nothelfer und als Viehpatron wurde der heilige Aegidius ab dem ausgehenden Mittelalter verehrt.
In einer Urkunde „von wegen der bergischen Pastoreyen“ aus dem Jahre 1506 stammt die Erwähnung eines Pfarrers namens „Hermannus“. Das „Erkundigungsbuch des Fürstentums Berg“ weist „Gilienberg“ seit der Einführung der neuen Jülisch-Bergischen Gerichtsordnung im Jahre 1555 als eigenständiges Kirchspiel aus. Dabei verlor Aegidienberg sein vormals eigenes Gericht mit sieben Schöffen, sandte aber fortan zwei (ab 1745 nur noch einen) Schöffen in das neu gebildete Honnefer Gericht. Verwaltet wurde das Kirchspiel von zwei Geschworenen. Es setzte sich spätestens seit Mitte des 18. Jahrhunderts aus acht Honschaften zusammen, bis das Herzogtum Berg im Jahre 1806 aufgelöst wurde: Brüngsberg, Himberg, Höhe, Hövel, Orscheid, Retscheid, Siefenhoven und Wülscheid.
Als Besitzer oder Pächter bearbeiteten die Bewohner die tonigen, kargen Böden Aegidienbergs. Im Gegensatz zur Bezeichnung Mutterboden wird vor Ort gerne der Begriff „Vaterboden“ verwendet. Vor Erfindung des Kunstdüngers taugten die Äcker fast nur zum Anbau von Gerste und Hafer, die im Mittelalter die Hauptnahrungsmittel der Bevölkerung waren. Hinzu kam die Viehzucht. Mit Beginn der Neuzeit wurde der Speiseplan durch Kartoffeln bereichert und bescherte der Gemeinde so ihre Spezialität – die „Rievkooche“ (Reibekuchen), die bis heute auf keiner öffentlichen Veranstaltung fehlen.
Die Bevölkerung hatte Anteil am Waldgebiet der Honnefer Mark und war dort unter anderem zur Eichelmast, zur Verwendung als Brenn- und Zaunholz sowie zur Streunutzung berechtigt. Den Waldbauern stand das Reisig für die Viehzucht zur Verfügung. Holzschlagrecht im Wald besaß ausschließlich die Obrigkeit. Weiterhin hatte Aegidienberg im Rahmen des Zehntsystems des Amtes Löwenburg feste Verpflichtungen, es war zur Zahlung von zunächst 120 und später 200 Malter Hafer an die verschiedenen Amtspersonen verpflichtet. Die Einwohner mussten das Holz für den Galgen der Löwenburgschen Gerichtsbarkeit im Bereich der heutigen Lohfelder Straße in Honnef fällen und diesen instand halten sowie die Wiesenflächen am Löwenburger Hof mähen. Bannmühle für Aegidienberg war spätestens seit Ende des 15. Jahrhunderts die auf dem Gebiet des Kirchspiels gelegene Quirrenbacher Mühle.
Schon seit dem Mittelalter wurden in der Umgebung des Siebengebirges Buntmetallerze abgebaut, hauptsächlich zur Gewinnung von Kupfer, Zink und Blei. Neben der Arbeit in den Minen selbst sorgte der ständige Bedarf der Bergwerke an Holzkohle für den Betrieb zahlreicher Köhlereien in der Umgebung. Im Ortsteil Neichen befand sich die Kupfergrube „Gotteshilfe“, in Brüngsberg die Gruben „Flora“, „Anrep-Zachäus“ und „Emma-Sofie“, wo bis zum Frühjahr 1906 Zink und Kupfererz gebrochen wurde. Die Halden der Gruben sind heute noch am Hang des Logebachtales zu erkennen. Mit dem Verfall der Buntmetallpreise kam es ab 1875 allmählich zur Stilllegung der Bergwerke im Siebengebirge.
In der näheren Umgebung wird bis heute Basalt gebrochen. Die Basaltsteinbrüche am Dachsberg und am Himberg waren an das Schienennetz der Bröltalbahn angeschlossen, das weit verzweigt bis Asbach, Bonn-Beuel, Siegburg und Waldbröl reichte. Der Teilstreckenbetrieb wurde von den Steinbruchbetreibern für den Basalttransport finanziert. Ein Anschluss zur Personenbeförderung wurde zu verschiedenen Zeiten im Gemeinderat diskutiert, aber nie verwirklicht. Die beiden Steinbrüche Aegidienbergs liegen etwa seit den 1960er Jahren still und dienen heute als Badeseen und Naherholungsziele, wie viele andere Steinbrüche in der Umgebung auch.

### Preußische Zeit/Deutsches Reich
Ab 1806 gehörte Aegidienberg als Teil des zunächst weiter bestehenden Amtes Löwenburg zum napoleonischen Großherzogtum Berg. Ende des Jahres 1808 wurden mit der Bildung von Kantonen und Mairien (Bürgermeistereien) im Großherzogtum Berg neue Verwaltungsstrukturen nach französischem Vorbild eingeführt. Das bisherige Kirchspiel Aegidienberg wurde ebenso wie Honnef, Königswinter und Ittenbach der Mairie Königswinter im gleichnamigen Kanton zugeteilt, die aber erst im Frühjahr 1809 voll funktionsfähig war. Im Generalgouvernement Berg trug die Mairie ab Dezember 1813 die Bezeichnung „Bürgermeisterei“. Nachdem infolge des Wiener Kongresses das Rheinland 1815 zum Königreich Preußen gekommen war, wurde die Bürgermeisterei Königswinter 1816 zur regulären preußischen Verwaltungseinheit innerhalb des neugebildeten Kreises Siegburg (ab 1825 Siegkreis). Ab 1822 gehörte sie zur preußischen Rheinprovinz.
Am 1. Juli 1846 erhielt Aegidienberg einen Gemeinderat, der den aus Schöffen bestehenden Gemeindevorstand ablöste. Nachdem 1862 Honnef und 1889 Königswinter als selbständige Stadtgemeinden eigenen Verwaltungen unterstanden, verblieb die Gemeinde Aegidienberg zusammen mit der Gemeinde Ittenbach in der Bürgermeisterei Königswinter-Land, die 1927 in „Amt Königswinter-Land“ umbenannt wurde und bis 1969 bestand.
Zur Gemeinde Aegidienberg, die nach damaliger Schreibweise noch bis 1888 auch Egidienberg oder Ägidienberg, danach nur noch Aegidienberg oder (amtlich empfohlen) Ägidienberg genannt wurde, gehörten im Jahre 1885 13 Ortschaften mit 366 Wohngebäuden (einschließlich unbewohnten) und 327 Haushaltungen. Die zugehörenden Ortsteile waren: das Kirchdorf Ägidienberg (97 Einwohner), Brüngsberg (135), Efferoth (13), Himberg (162), Höhe (47), Hövel (285), Neichen (60), Orscheid (203), Retscheid (44), Rottbitze (97), Siefenhoven (108), Wintersberg (22) und Wüllscheid (255). Die Gemeinde Aegidienberg hatte 1885 insgesamt 1528 Einwohner, davon 751 Männer und 777 Frauen. Die Gemeinde war eigenständig katholisch mit 1523 Gläubigen, daneben gab es fünf evangelische Christen, die von der Kirchengemeinde Honnef betreut wurden. 1885 hatte die Gemeinde 1896 ha Fläche, davon 690 ha Ackerland, 171 ha Wiesenfläche und 925 ha Waldfläche.
Um 1855 wurde die Gemeinde über eine Landstraße (heute Landesstraße 144) mit Honnef verbunden, die von Himberg aus weiter über Asbach nach Flammersfeld, und später bis nach Altenkirchen, führte. 1862 entstanden Verbindungsstraßen von der heutigen Landesstraße 247 nach Wülscheid und Orscheid.
Nach der Idee von Friedrich Wilhelm Raiffeisen gründen am 10. Januar 1898 ca. 50 Bürger den „Aegidienberger Spar- und Darlehenskassenverein“. Die Genossenschaft ermöglichte ab dem Jahre 1902 den Ausbau des Wasserleitungsnetzes und unterstützte ab 1908 die Automobilgesellschaft, deren Ziel es war, eine Busverbindung nach Bad Honnef und Königswinter aufzubauen.
Vermutlich spielende Kinder entfachten am Pfingstsonntag, dem 12. Juni 1905 einen Großbrand im Ortsteil Orscheid, der dreizehn Gebäude zerstörte. 1912 wurde der erste Turnverein „Germania“ gegründet.
Mit Beginn des Ersten Weltkriegs 1914 wurden unter anderen alle Lehrer zum Kriegsdienst eingezogen. Es fanden viele Veranstaltungen statt, um für Kriegsanleihen zu werben. Der Darlehenskassenverein verlor Reserven in Höhe von 13.000 Reichsmark an die Kriegsanleihen. Je länger der Krieg dauerte umso dringender wurden Rohstoffe benötigt, die vor allem die Kinder einsammeln mussten. Papier, Glas und Stanniol, sowie große Mengen Laubheu, für die Kriegspferde. Das Laub wurde von den Bäumen gerupft und frisch oder gedörrt zur Sammelstelle nach Siegburg geliefert. Die Dörre fand an allen möglichen Stellen in den Haushalten statt. In zahlreichen Metallsammlungen wurden Kupferbeschläge und alle erdenklichen Metallgegenstände aus den Haushalten requiriert, selbst die Kirchenglocken wurden in der Rüstungsindustrie verarbeitet.

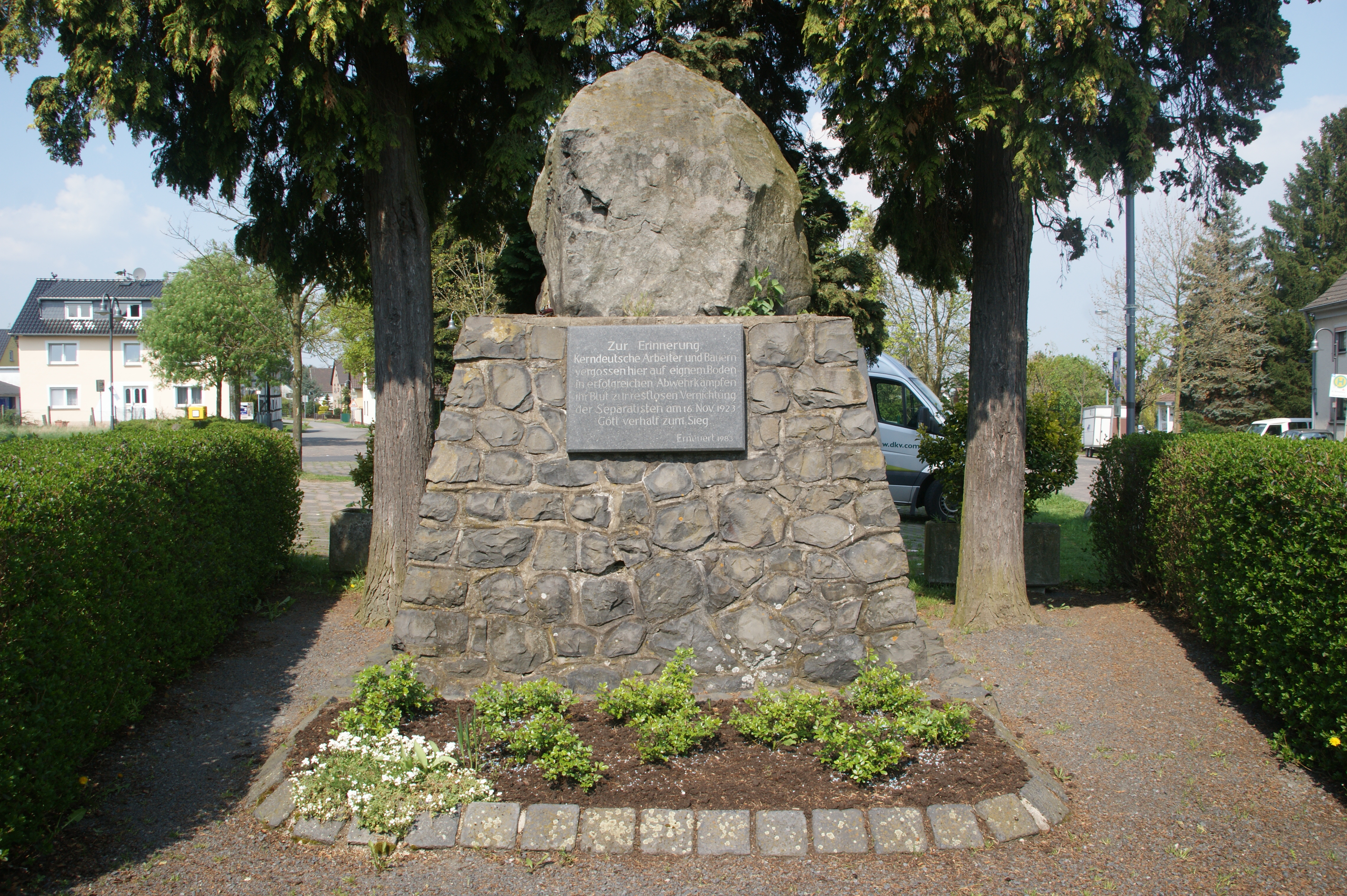
Separatistendenkmal

Im November 1923 fanden vor allem in Himberg und Hövel im Rahmen des Widerstands gegen die separatistische Bewegung im Rheinland (Rheinische Republik) heftige bewaffnete Auseinandersetzungen mit Todesopfern statt. Ein Denkmal in Hövel und Gräber auf dem Friedhof erinnern an den Aufstand im Siebengebirge, der auch unter dem Namen Schlacht bei Aegidienberg bekannt ist.
Lokale Handwerksbetriebe errichteten ab dem Jahre 1925 das Kloster St. Josef, in dem die Franziskanerinnen vom heiligen Josef in Valkenburg seit seiner Einweihung 1926 verschiedene caritative Einrichtungen unterhielten, unter anderem ein Kinderheim oder die „Schulung von Jungfrauen“ in hauswirtschaftlichen Fertigkeiten.

### Nationalsozialistische Diktatur/Zweiter Weltkrieg
Ab dem Jahre 1937 veränderte der Bau der Reichsautobahn (heutige Bundesautobahn 3) nachhaltig das Gesicht der Umgebung. Für mehrere Jahre fanden die Vermessungs- und Bauarbeiten an der vorerst vierspurigen Zementpiste statt. Auf der Gemarkung Aegidienbergs kam es zu Erdanschüttungen bzw. -abtragungen von bis zu 20 m Tiefe. Als Unterführung der Autobahn entstanden drei aus Ziegelsteinen gemauerte gewölbeartige Durchlässe am Wülscheider Kirchweg, am Orscheider Kirchweg und an der späteren Eudenbacher Straße, als Überführung wurden drei Brücken an der Rottbitzer Straße, an der Kochenbacher Straße und an der Straße zwischen Hövel und Brüngsberg (Westerwälder Tor) errichtet. Die Autobahn auf Aegidienberger Gebiet wurde im September 1939 eröffnet. Manche landwirtschaftlichen Betriebe waren durch den vom Autobahnbau verursachten Geländeverlust nicht mehr rentabel zu führen. Zudem lagen die Parzellen für viele Besitzer sehr verstreut und waren sehr klein. Eine Flurbereinigung wurde begonnen, kriegsbedingt aber unterbrochen.
Gegen Ende des Zweiten Weltkriegs wurden in den Basaltsteinbrüchen der Umgebung etwa 600 sowjetische Kriegsgefangene als Zwangsarbeiter eingesetzt. Kurz vor dem Einrücken der US-amerikanischen Truppen wurden die Menschen im Saal Giershausen zusammengetrieben und weiter ins Landesinnere verschleppt. Unmittelbar darauf fanden in der Umgebung heftige Kampfhandlungen statt. Nachdem die 9. US-Panzerdivision am 7. März 1945 den Rhein bei der Ludendorff-Brücke in Remagen überschritten hatte, geriet Aegidienberg in den folgenden Tagen unter heftigen Beschuss amerikanischer Artillerie. Hier hatten sich deutsche Truppen verschanzt und beschossen die Umgebung von Remagen ebenfalls mit schwerer Artillerie. Vor allem am 13. März kamen bei Kämpfen viele Soldaten beider Seiten ums Leben. Ein kurzer Waffenstillstand zur Bergung der Toten wurde vereinbart, was außergewöhnlich war.
Am 16. März geriet das Ortszentrum unter heftigen Beschuss und elf Zivilisten starben in den Trümmern des Klosters. Es war den Nonnen verboten worden, eine weiße Fahne mit rotem Kreuz am Gebäude anzubringen um ungefähr sechzig Kinder, Flüchtlinge und sich selbst zu schützen. Zusätzlich wurde im Hof des Klosters noch ein Funkwagen als Befehlsstand aufgestellt, der sich wie ein Magnet auf feindliches Feuer auswirkte. Ein flächendeckendes Bombardement des Hauptortes durch die US Air Force konnte am Nachmittag desselben Tages im letzten Moment auf dem Verhandlungswege verhindert werden und ca. 150 deutsche Soldaten begaben sich in Kriegsgefangenschaft, andere entschlossen sich weiterzukämpfen.
Nach der Besetzung durch die amerikanischen Truppen am 17. März wurde der Ort dann mehrere Tage lang von deutscher Artillerie mit sogenanntem und so gewolltem „Vernichtungsfeuer“ belegt. Die Panzerbrigade 106 Feldherrnhalle und versprengte Teile anderer Truppen hatten sich bei Orscheid und Wülscheid verschanzt und beschossen sämtliche Ortschaften zwischen Brüngsberg und Rottbitze. Dies führte zur starken Beschädigung bis zur völligen Zerstörung aller öffentlichen und sehr vieler Wohn- und Wirtschaftsgebäude des Ortes.
In Aegidienberg waren die Kämpfe am Ostersonntag, dem 1. April vorbei. In Orscheid, Wülscheid und Rottbitze gingen die Kämpfe noch viele Tage weiter, der Frontverlauf wechselte dabei mehrmals. Angeblich existieren Kriegsberichte in zeitgenössischen Ausgaben der offiziellen Zeitschrift der US-Streitkräfte Stars and Stripes. Die Spuren der Kämpfe sind bis heute in der Umgebung erkennbar. In den umgebenden Wäldern finden sich zahlreiche Schützenlöcher der US-Armee, unzählige Einschlagtrichter von Geschossen aller Größenordnungen sowie ein Krater bei Wülscheid, wo am 10. März 1945 ein Munitionswaggon der Wehrmacht während des Rückzuges gesprengt wurde.

### Seit dem Kriegsende

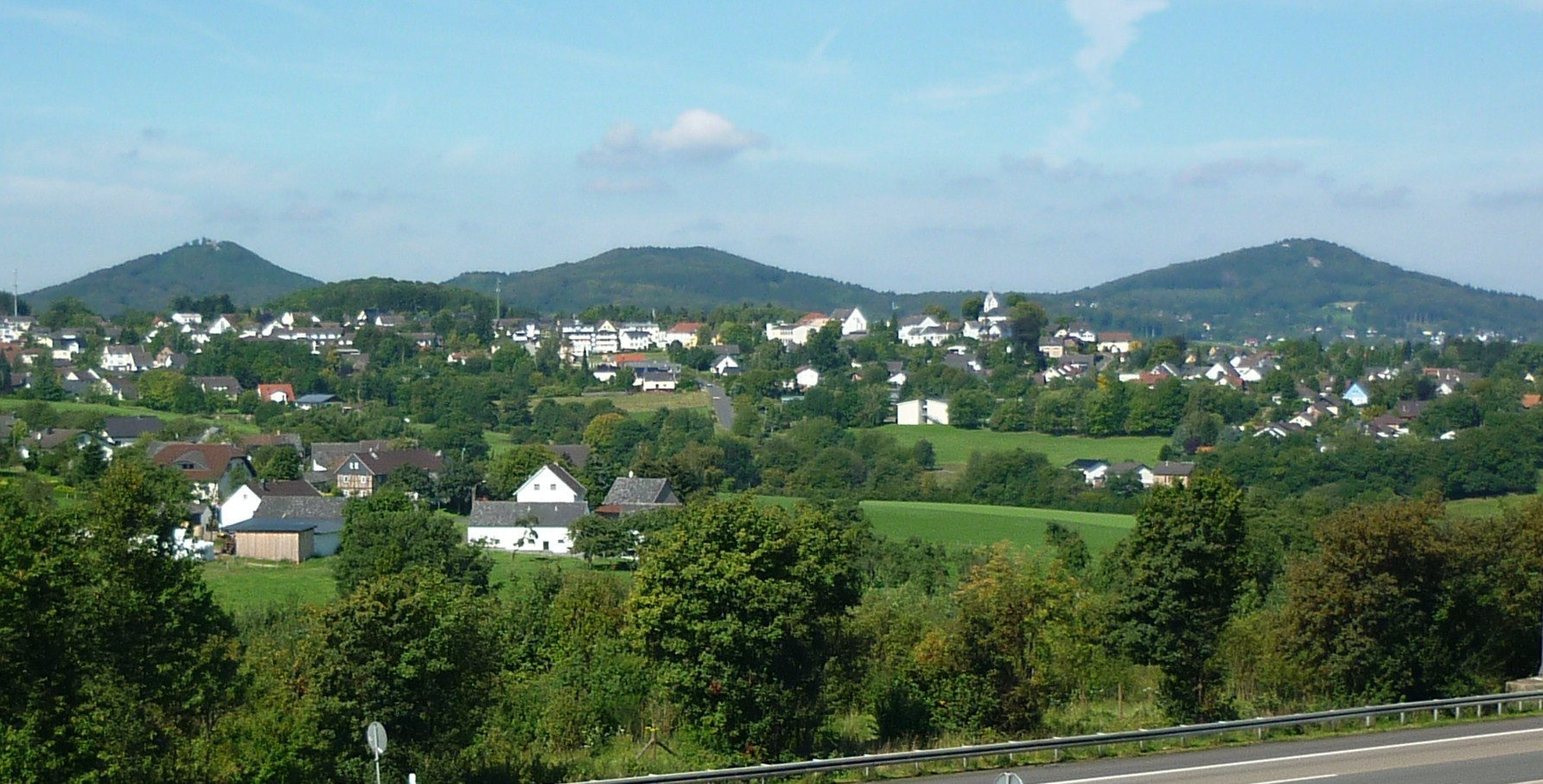
Aegidienberg mit Siebengebirge
v. l. n. r.: Löwenburg, Lohrberg und Großer Ölberg

In den ersten Nachkriegsjahren kam es zu nie aufgeklärten Raubüberfällen in der Umgebung, die mehrere Menschenleben kosteten. Bis zum Anfang der 1950er Jahre sollte es dauern, die vielen Kriegstoten in der Umgebung zu identifizieren und ihnen ein würdevolles Grab zu beschaffen. Die toten amerikanischen Soldaten wurden in ihre Heimat verschifft. Die übrigen Soldaten fanden auf dem Soldatenfriedhof bei Ittenbach ihre letzte Ruhe. Ungefähr vierzig Tote konnten niemals identifiziert werden. Die Kriegsschäden an den Gebäuden wurden provisorisch behoben. Erst 1946 wurde die Schule mit Genehmigung der alliierten Behörden wieder eröffnet. Die Renovierung der katholischen Kirche zog sich in Teilabschnitten noch bis in die 1960er-Jahre hin. Reichlich umherliegendes Kriegsmaterial stellte noch viele Jahre lang eine ernste Lebensgefahr dar und es kam vereinzelt zu Unfällen mit Toten und Verletzten.

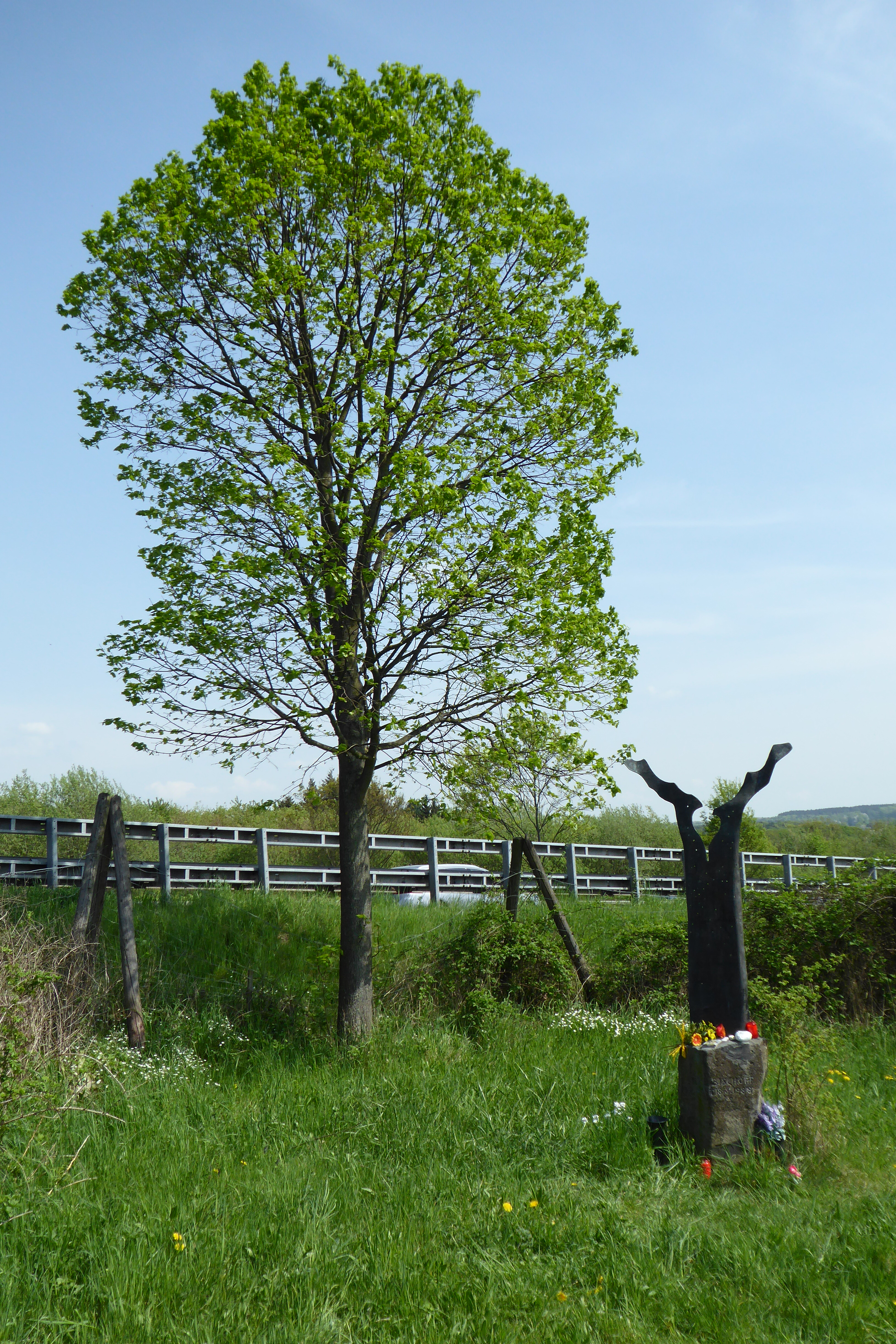
Am km 38,0 der A3 ist die Gedenkstätte für die bei der Geiselnahme von Gladbeck getötete Silke Bischoff.

Das 1937 dringend notwendig gewordene Projekt der Flurbereinigung wurde ab 1948 fortgesetzt und 1953 vollendet. Ungefähr 13.000 landwirtschaftliche Parzellen wurden zu ca. 1600 zusammengefasst. Die Zusammenlegung betraf 2345 Hektar Acker, Grünland, Wald, Gewässer, Wege und Hofstellen auf Aegidienberger und zu kleinen Teilen Oberpleiser Gemeindegebiet. Von Juli 1949 bis Juli 1950 gehörte das Aegidienberger Gebiet westlich der Autobahn der Enklave Bonn an, ein der Alliierten Hohen Kommission unterstehendes Sondergebiet um den vorläufigen Regierungssitz der Bundesrepublik Deutschland. 1955 konnte die damalige Kreisstraße von Aegidienberg nach Ittenbach eröffnet werden. Im gleichen Jahr fand die Einweihung einer neuen Marienkapelle am Fuße des Dachsbergs statt. Am 4. Februar 1961 wurde die neue evangelische Kirche im Ort geweiht, die seitdem den Namen Friedenskirche trägt.
Kurz nach Kriegsende gründete sich der Sportverein „TTV-Aegidienberg“, der jedoch im Jahre 1952 aus finanziellen Gründen schon wieder aufgelöst wurde. Schließlich wurde dann im Frühjahr des Jahres 1958 der „Fußballverein Sportfreunde Aegidienberg 1958“ aus der Taufe gehoben, der inzwischen neben mehreren Fußballmannschaften auch andere sportliche Abteilungen hat und der größte Verein Aegidienbergs ist.
1967 hatte Aegidienberg 3504 Einwohner. Davon waren 225 in der Land- und Forstwirtschaft, 519 im verarbeitenden Gewerbe und 351 im Dienstleistungsbereich beschäftigt. 564 Auspendlern standen 54 Einpendlern gegenüber. In 4 Industriebetrieben waren 163 Personen beschäftigt. An öffentlichen Einrichtungen waren 1967 vorhanden: eine Volksschule, ein Sportplatz, ein Kindergarten und eine Bücherei.
Mit dem Gesetz zur kommunalen Neugliederung des Raumes Bonn (Bonn-Gesetz) vom 10. Juni 1969 wurde Aegidienberg am 1. August 1969 in die Stadt Bad Honnef eingegliedert. Zuvor war auch ein Zusammenschluss Aegidienbergs mit den Berggemeinden Ittenbach, Heisterbacherrott, Oberpleis und Stieldorf erwogen worden. Die Gemarkung Aegidienberg in den Grenzen der ehemaligen Gemeinde besteht weiterhin.
Auf der Bundesautobahn 3 auf Höhe des Ortsteils Hövel fand am 18. August 1988 das Gladbecker Geiseldrama sein gewalttätiges Ende, bei dem eine 18-jährige Frau ums Leben kam. Seit 2009 erinnert an dieser Stelle eine Gedenkstätte an die Ereignisse.

### Post- und Busgeschichte
Aegidienberg gehörte zum Landzustellbereich der Postexpedition Königswinter, bis es 1854 der Postexpedition Honnef zugeteilt wurde. Im gleichen Jahr erfolgte die Aufstellung eines ersten Briefkastens am Schulhaus. Nach Fertigstellung der Provinzialstraße Honnef–Flammersfeld im Jahre 1859 wurde auf dem Streckenabschnitt von Asbach über Aegidienberg nach Honnef (und weiter nach Königswinter) 1860 ein Postreiseverkehr (sog. „Personenpost“) mittels Postkutschen aufgenommen. Damit erhielt Aegidienberg erstmals einen direkten Anschluss an das Rheintal. Haltestellen befanden sich zunächst jeweils am Standort von Gasthäusern in Himberg und Rottbitze. Im Zuge der Eröffnung der rechtsrheinischen Eisenbahnstrecke wurde die Personenpost 1870 auf die Strecke Honnef–Asbach (unter Einstellung des Abschnitts Honnef–Königswinter) beschränkt und verkehrte seitdem zweimal täglich.
1888 erhielt als erster Ortsteil Himberg eine eigene Postagentur. Seit Jahresbeginn 1901 setzte die Personenpost Pferdedroschken ein, ab 1909 erfolgte die Beförderung als Kraftpost mittels Postbussen drei- bis viermal täglich von Aegidienberg über Honnef nach Königswinter. Zu diesem Zweck hatte sich in Aegidienberg eine sog. Automobilgesellschaft gegründet, die den Transport bis 1920 übernahm. Ab 1921 wurde er von der Reichspost durchgeführt. In den 1920er- und 1930er-Jahren kam es zu mehrfachen Linienänderungen – zeitweise verkehrte der Bus zwischen Aegidienberg und Rheinbreitbach. Bei der Wiederaufnahme des Betriebs nach Kriegsende 1945 verlief er auf der Strecke Honnef–Aegidienberg, ab Dezember 1948 weiter bis nach Windhagen und ab 1950 wieder bis Asbach. Das Kirchdorf erhielt erst 1952 eine eigene Poststelle.

### Ehemaliges Gemeindewappen

Ehemaliges Gemeindewappen

Die Gestaltung des Gemeindewappens wurde Anfang der 1960er-Jahre von dem Selhofer Lehrer und Heimatkundler Franz Hermann Kemp angeregt und schließlich bei dem Euskirchener Grafiker Konrad Schaefer nach heraldischen Regeln umgesetzt.
Das Wappen zeigt im unteren Bereich drei grüne Berge des Siebengebirges, Löwenburg, Lohrberg und Großer Ölberg. Auf dem mittleren Berg ist das rot-silber karierte Wappen des Amtes Löwenburg abgebildet, zu dessen Gerichts- und Verwaltungsbereich Aegidienberg gehörte, solange das Amt bestand. Oberhalb ist das Wahrzeichen Aegidienbergs, der romanische Turm der St. Aegidius-Kirche silbern auf rotem Grund abgebildet. Am 4. November 1963 wurde das Wappen durch den Gemeinderat auf seiner 44. Sitzung „gebilligt“ und am 16. Juli 1965 vom Innenminister des Landes Nordrhein-Westfalen genehmigt. Heute sieht man das Wappen noch bei lokalen Vereinen.

### Einwohnerentwicklung
Aegidienberg ist nach dem Zweiten Weltkrieg stark gewachsen, ungefähr die Hälfte des
Einwohnerwachstums in Bad Honnef nach 1969 entfällt auf Aegidienberg. Im Folgenden sind die Einwohnerzahlen an verschiedenen Stichtagen genannt:
| Stichtag           | Einwohner |
| ------------------ | --------- |
| 1828               | 1010      |
| 1843               | 1341      |
| 1871               | 1476      |
| 1. Dezember 1905   | 1488      |
| 16. Juni 1933      | 1578      |
| 13. September 1950 | 1990      |
| 6. Juni 1961       | 2524      |
| 27. Mai 1970       | 3680      |
| 25. Mai 1987       | 5092      |
| 1. Januar 2002     | 6673      |
| 1. April 2007      | 6850      |

## Wirtschaft und Infrastruktur
Der Stadtbezirk wird von der Bundesautobahn 3 auf einer Länge von 5240 m in Nordwest-Südost-Richtung durchquert. Nördlich von Aegidienberg überspannt die Autobahn den Logebach mit einer 160 m langen Talbrücke (Talbrücke Logebach), die hälftig auch zum Gebiet der Stadt Königswinter (Gemarkung Ittenbach) gehört. Im Osten Aegidienbergs befindet sich die Anschlussstelle Bad Honnef/Linz, die die sehr gute Verkehrsinfrastruktur der Gemeinde begründet. Besonders im Ortsteil Rottbitze führte dies ab 2000 zu umfangreichen Gewerbe- und Industrieansiedlungen im Gewerbegebiet Vogelsbitze/Zilzkreuz (ca. 140.000 m²), südlich des bereits vorhandenen am Heideweg. Ein weiteres Gewerbegebiet am Dachsberg wurde 2009 erschlossen, Anfang 2013 konnte das erste Projekt umgesetzt werden. Ebenfalls in Rottbitze entstand bis 2005 ein zweites Versorgungszentrum u. a. mit einem Baumarkt, mehreren Discountern und Tankstellen.
Die Trasse der Ende 2002 eröffneten ICE-Schnellfahrstrecke Köln–Rhein/Main führt entlang der Bundesautobahn 3 mit drei Tunneln und zwei Brücken über das Stadtgebiet. Dabei wird (von Nord nach Süd) das Logebachtal mit der 173 m langen Logebachtalbrücke (nördlicher Abschnitt auf Stadtgebiet von Königswinter) überquert, der zentrale Bereich Aegidienbergs in dem 1.240 m langen Aegidienbergtunnel unterquert und der Kochenbach von der 150 m langen Kochenbachtalbrücke überspannt. Im Süden der Gemarkung unterquert der 990 m lange Rottbitzetunnel die Anschlussstelle der Autobahn. Der den Berg der Flur Kluse zwischen Aegidienbergtunnel und Kochenbachtalbrücke durchquerende Abschnitt wurde nachträglich zu einem 200 m langen Tunnel bzw. Trogbauwerk umgebaut. Der nächstgelegene ICE-Bahnhof (Siegburg/Bonn) befindet sich in der Kreisstadt Siegburg.
Durch die Schmelztalstraße (L 144) ist der Stadtbezirk mit dem Talbereich Bad Honnefs verbunden. Ein Großteil des Verkehrs auf dieser Straße ist Durchgangsverkehr zur A 3. Die Landesstraße 143, die an der Landesgrenze Richtung Kretzhaus unterhalb von Rottbitze beginnt, verbindet Aegidienberg in nördlicher Richtung mit Oberpleis. Dabei überquert sie zwischen Hövel und Brüngsberg die A 3 mit einer Steinbrücke, dem sogenannten Westerwälder Tor aus dem Jahre 1938. Als eine der wenigen noch erhaltenen Steinbrücken, die in der Zeit des Baus der Autobahn entstanden sind, gilt sie mit ihrem Mauerwerk aus Grauwacke, ihrem großen Kreissegmentbogen und ihren inneren Rundbögen als Kunstdenkmal. In Richtung Asbach führt die in Rottbitze beginnende Landesstraße 247.
Die Gemeinde hat ihre eigene Biermarke, das Jillienberger. Aegidienberger ist der Name einer Pferderasse, die von dem ortsansässigen Gestüt Feldmann gezüchtet wird. Der Aegidienberger gehört wie das dort gezüchtete Islandpferd zu den Gangpferden.

### Öffentliche Einrichtungen

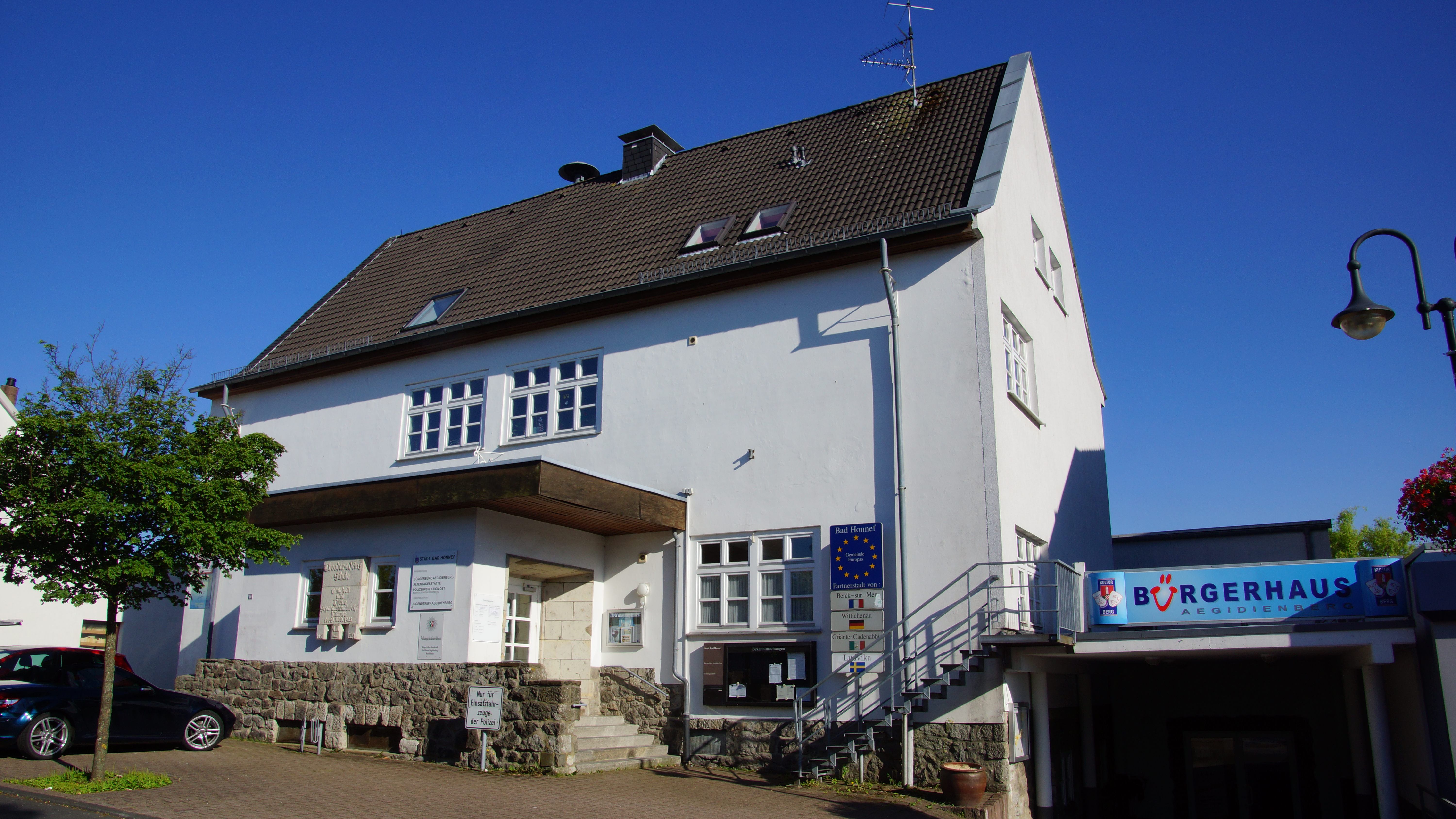
Bürgerbüro Aegidienberg

Trotz der Eingemeindung zu Bad Honnef hat Aegidienberg eine gewisse Eigenständigkeit behalten. Aegidienberg ist der einzige als Gemeindebezirk nach der Gemeindeordnung des Landes ausgewiesene Ortsteil einer Gemeinde im Rhein-Sieg-Kreis. Der Stadtbezirk Aegidienberg verfügt daher über einen Bezirksausschuss, der aus 15 Mitgliedern besteht und der das restliche Stadtgebiet nicht berührende Aufgaben in eigener Verantwortung entscheiden kann. Am Aegidiusplatz im Dorfzentrum befindet sich eine Außenstelle der Stadtverwaltung, in der neben dem Bezirksausschuss ein Bürgerbüro untergebracht ist. Im selben Gebäude befindet sich auch eine so genannte „Anlaufstelle“ (Sprechbüro) des Bonner Polizeipräsidiums.
Neben fünf über das Gebiet des Stadtbezirks verteilten Kindergärten bzw. -tageseinrichtungen – zwei im Kirchdorf, zwei in Höhe und einer in Orscheid – ist in Aegidienberg eine städtische Grundschule (Theodor-Weinz-Schule) ansässig. Pläne zur Einrichtung einer Gesamtschule für den gesamten Bergbereich des Siebengebirges scheiterten bisher an Erweiterungen der Bildungsstätten im Talbereich. Die evangelische und die katholische Kirchengemeinde von Aegidienberg unterhalten jeweils eine öffentliche Bücherei, die katholische ist Träger von einem (als Familienzentrum zertifizierten) und die evangelische von zwei Kindergärten. Der Aegidienberger Sportplatz befindet sich in Rottbitze an der Südseite des Himbergersees, seit 2010 ist er ein Kunstrasenplatz.

## Persönlichkeiten
- Franz Linnig (1832–1912), Provinzialschulrat und Schulbuch-Autor
- Josef Müller (1875–1945), Volkskundler und Herausgeber des Rheinischen Wörterbuchs
- Peter Dahm (1877–1947), Pianist und Hochschullehrer
- Johannes Hessen (1889–1971), Ehrenprälat der Katholischen Kirche; deutscher Theologe und Philosoph, lebte und starb in Aegidienberg
- Carlo Schmid (1896–1979), SPD-Politiker, wohnte viele Jahre im Aegidienberger Ortsteil Orscheid
- Heinz G. Konsalik (1921–1999), wohnte viele Jahre in Aegidienberg
- Markus Maria Profitlich (* 1960), Komiker, wuchs in Aegidienberg auf